# 阿米斯特德 (加利福尼亞州)
阿米斯特德（英語：Armistead）是位於美國加利福尼亞州克恩縣的一個非建制地區。該地的面積和人口皆未知。

## 地理
阿米斯特德的座標為35°32′52″N 117°55′39″W / 35.54778°N 117.92750°W，而該地的平均海拔高度為935米（即3068英尺）。